# 78534 Renmir
78534 Renmir este un asteroid din centura principală de asteroizi.

## Descriere
78534 Renmir este un asteroid din centura principală de asteroizi. A fost descoperit pe 6 septembrie 2002 la Campo Imperatore, în cadrul proiectului CINEOS. Asteroidul prezintă o orbită caracterizată de o semiaxă mare de 2,80 ua, o excentricitate de 0,11 și o înclinație de 12,1° în raport cu ecliptica.